# Természettudományi állandó kiállítás (Móra Ferenc Múzeum)
A Móra Ferenc Múzeum 1990-től látható állandó kiállítása. 2001 és 2003 között felújítva. A kiállítás egy termen belül két szintre tagolódik, egy palló vezet át galériaszerűen néhány tárló felett, még több helyet adva a gazdag kiállítási anyagnak.
A kiállítást egy időspirállal forgatott földgömb vezeti be, a bejárati ajtótól balra. Ezután az élettelen majd az élő ősvilági környezetet mutatják be Erdélyből származó ásványokkal és karbon kori erdőalkotók (zsurlófa, őspáfrány, pikkelyfa, pecsétfa) lenyomatmásolataival. Jelentőségükre (mai szénbányák) egy bányamodellel utalnak.
A kiállítás ezután állatkövületekkel folytatódik (jura korszakból származó ammonitesz-kövületek, hasonló korú halkövületek). A kiállítás ezen részlege fölött stilizált égbolt látható a következő csillagképekkel: Kis Medve, Sárkány, Herkules, Kígyó, Sas, Hattyú, Pegazus, Gyík. A teremvilágítás a csillagokat szimbolizáló lámpák érdekében lett megoldva úgy, hogy ne zavarja azt. Az „égbolt” alatt az állatöv piktogramjai láthatók, melyeket UV lámpa világít meg, s így fluoreszkálnak.
A terem e részlegének közepén egy hatalmas fűzfa ágába beépített információs blokk áll. Ez a „varázsfa”. A mellette lévő ülőkék a szegedi Széchenyi tér elpusztult platánjainak törzseiből készültek.
A következő tematikai blokk az Alföld geológiai szerkezetét mutatja be. Dél-alföldi olajfúrások nyomán felszínre került furatminták (agyag, márga stb. Szegedről, Hódmezővásárhelyről és a Maros-mentéről).
Még mindig a terem bal oldalán haladva a vízburokkal foglalkozó részleg következik: a víz körforgását bemutató grafikai modell, csigák, halak, delfinkoponya, preparált tengeri teknősfajok, trópusi csigák, cápafogsorok.
Innen nyílik a felső galéria, mely a hazai biotópokat mutatja be. Az első dioráma a Fehér-tó életét mutatja be, majd az árterek élővilága következik (preparált halak, kagylók, tiszavirágok, rétisas). A galériát a hegyvidéki tölgyesek képe zárja (preparált uhu, farkas, barna medve, nyírfajd, siketfajd, róka stb.).
A hazai tájak után, a galériából leérkezvén Közép- és Dél-Amerika tájainak jellegzetességeit mutatják be (lepkegyűjtemény, szemléltető grafikák, preparált csörgőkígyó stb).